# Edificio La Nacional
La Nacional es un edificio ubicado en la Avenida Juárez de la Ciudad de México. Es considerado el primer rascacielos de principios del siglo XX que superó la barrera de los 50 metros, suceso difícil de lograr en la capital mexicana por las características de su suelo y por la época en la que fue construido. De 1932 a 1937 fue el edificio más alto de la ciudad, al ser desplazado por el Edificio Corcuera.

## Historia
En la época que fue construido el edificio rivalizaban distintas corrientes arquitectónicas que manifestarían diversos estilos. Algunos apostando por la arquitectura historicista con el colonial californiano como emblema, incorporando elementos decorativos barrocos o neoclásicos en construcciones modernas, y por otro lado, la influencia estilística moderna como el art decó, que logró permear muchas manifestaciones artísticas como la propia arquitectura, el diseño y las artes decorativas, entre otras. En el caso de la arquitectura los grandes edificios públicos desde los años veinte y hasta los cuarenta encontraría en el estilo una forma de expresión de la modernidad.
Manuel Ortíz Monasterio diseñó esta obra entre 1929 y 1932, con el reto de construir un edificio alto para la época con el consabido riesgo sísmico por las características del suelo de la Ciudad de México. La solución fue un edificio de concreto armado y acero con una cimentación de 100 pilotes diseñada por Bernardo Calderón.

## La Forma
- Mide 55 metros y tiene 13 pisos.
- Es considerado de estilo art déco.
- Cuenta con 5 elevadores (ascensores).
- Fue construido con los siguientes materiales; acero, concreto y granito.
- El área total del edificio es de: 15,000 metros cuadrados.
- Su diseño está inspirado en el Templo Mayor de Tenochtitlán

## Estructura e ingeniería sísmica de la Torre
- Este edificio es importante debido a que fue el primero de más de 13 niveles en México y en una zona sísmica, por lo que sirvió para experimentar en los sistemas de cimentación, aislamiento sísmico y solución estructural, que se aprovechó para el diseño de otros edificios en los años siguientes, también otro dato importante es que este edificio fue el primero que uso en México acero y concreto, además que también fue el primero en el país que se construyó a partir de una estructura pretensada, hormigón armado, y además que también se usó hormigón pretensado en la losa de cimentación.
- El edificio también fue el primero en usar el sistema de pilotes de concreto; se usaron alrededor de 100 pilotes los cuales llegaron a una profundidad de 55 metros para llegar a la suelo más rocoso y estable del terreno. También se usaron pilas de acero y concreto de un diámetro aproximado de 0.4 metros para darle mayor estabilidad al edificio en caso de que ocurriese un movimiento telúrico, además que estás pilas ayudan en parte a disipar la energía devastadora de un terremoto protegiendo el esqueleto de edificio.
- También fue el primer edificio en contar con un previo estudio de ingeniería antisísmica, para poderle brindar una óptima protección antisísmica, por ello el edificio ha soportado más de 10 movimientos telúricos sin haberse comprometido en ningún caso la estructura.

## Detalles importantes
- Debe su nombre a la Compañía de Seguros que ordenó su construcción en 1928 y que culminó en 1932.
- Es considerado el primer edificio habitable que superó la barrera de los 50 metros en la Ciudad de México junto con el Palacio de Bellas Artes y Edificio Corcuera que colapsó tras el terremoto del año 1957.
- Además que fue el primer edificio de más de 11 plantas en ser construido en una zona sísmica en el mundo y en Ciudad de México, y convirtiéndolo además en el edificio en soportar más temblores que cualquier otro en el mundo.

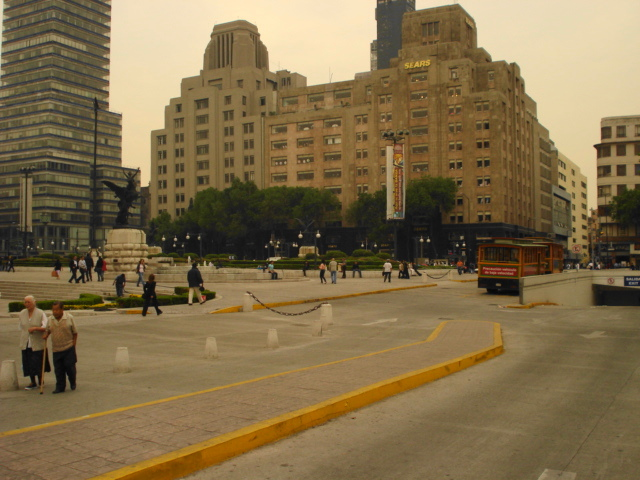
Edificio La Nacional a la izquierda y el Edificio La Nacional II, desde la Avenida Juárez.

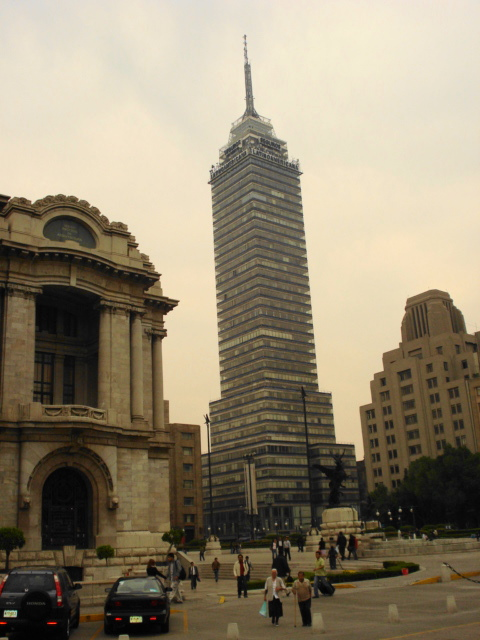
Palacio de Bellas Artes, Torre Latinoamericana y el Edificio La Nacional.

- Su arquitecto fue Manuel Ortiz Monasterio
- Su uso principal ha sido de oficinas a lo largo de 77 años.
- En el año 2012 el edificio cumplió 80 años, convirtiéndose junto con el Palacio de Bellas Artes, la Catedral Metropolitana de la Ciudad de México y el Templo de Santo Domingo, en las estructuras de más de 50 metros más antiguas que aún siguen en pie a pesar de los terremotos que han sucedido a lo largo de la historia de la Ciudad de México.
- Junto con el Palacio de Bellas Artes, el Edificio Miguel E. Abed II de (78.1 con la antena y 48.1 hasta la azotea), el Edificio El Moro y la Torre Anáhuac ha soportado más de 10 temblores.
- Cabe destacar que aunque en 1934 se concluyera la construcción del Edificio Corcuera, que midió 81 metros hasta la azotea y 100 metros con el letrero que tenía en la cúspide, ese edificio no soportó el terremoto del año 1957. El Edificio Corcuera fue el más alto de México hasta el año 1946, año que fue superado por la Torre Anáhuac.

## Datos clave
- Altura- 55 metros.

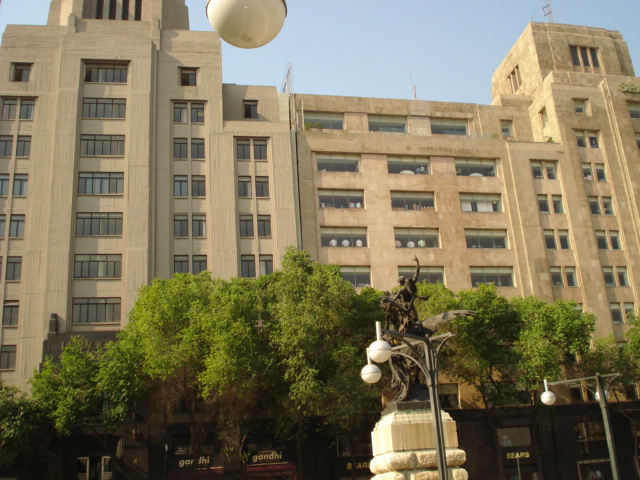
Edificio La Nacional a la izquierda y el Edificio La Nacional II.

- Espacio de oficinas - 15,000 metros cuadrados.
- Pisos- 13 pisos de oficinas.
- Condición: 	En Uso.
- Rango: 	
  - En México: 500º lugar
  - En Distrito Federal: 425º lugar